# Atoconeura biordinata
Atoconeura biordinata là một loài chuồn chuồn ngô thuộc họ Libellulidae. Nó được tìm thấy ở Cộng hòa Dân chủ Congo, Kenya, Malawi, Mozambique, Sudan, Tanzania, Zambia, và Zimbabwe. Môi trường sống tự nhiên của chúng là rừng ẩm vùng đất thấp nhiệt đới hoặc cận nhiệt đới, vùng núi ẩm nhiệt đới hoặc cận nhiệt đới, vùng cây bụi nhiệt đới hoặc cận nhiệt đới vùng đất cao, và sông ngòi.